# Kirkdale
Kirkdale, es un barrio de la ciudad británica de Liverpool. El control sobre este es ejercido por el Ayuntamiento de Liverpool, el ayuntamiento además de Kirkdale, también administra Vauxhall.
En 2011, el censo dio como resultado una población de 16 115 habitantes.

## Descripción
Kirkadale es principalmente un área, caracterizada por sus Terraced house, donde se asienta la clase obrera. De 1885 a 1983 fue parte de la circunscripción de Liverpool, formando el distrito Liverpool Kirkdale, donde el Partido Laborista siempre sacó una amplia mayoría absoluta desde la década de 1960 hasta la disolución del distrito electoral (ver).
Kirkdale limita con Bootle al norte, Walton y Everton al este y Vauxhall al sur.
Boundary Street era una antigua línea divisoria entre el municipio de Kirkdale y Liverpool. Tras la expansión de Liverpool, Kirkdale fue absorbido en la década de 1860 y pasó a formar parte del área metropolitana de Liverpool.
Recientemente Kirkdale ha sido sometido a un gran proceso de regerenación, con la construcción de nuevas viviendas para residentes locales y potenciales nuevos habitantes procedentes de otras zonas.
Hay tres estaciones de tren en el distrito, además de varias parroquias anglicanas y católicas y otros lugares de culto.

### Residentes notables
| - April Ashley - Bessie Braddock - James Campbell, artista - Víctor Grayson | - James Hanley novelista y dramaturgo nacido en Kirkdale en 1897. - Brian Jacques - Jim Larkin | - Paul Reynolds, músico. - Paul Smith, boxeador - Steve McManaman |